# Eilean Bàn
Eilean Bàn eller Eilean nan Gillean är en obebodd ö i Kyle Akin i Highland, Skottland, Storbritannien. Den ligger i kommunen Highland och riksdelen Skottland, i den nordvästra delen av landet, 700 km nordväst om huvudstaden London och 2 km från Kyle of Lochalsh.
Klimatet i området är tempererat. Årsmedeltemperaturen i trakten är 5 °C. Den varmaste månaden är juni, då medeltemperaturen är 10 °C, och den kallaste är februari, med 0 °C.